# Nepolokivtsi
Nepolokivtsi (ukrainien : Неполоківці) est une commune urbaine de l'oblast de Tchernivtsi, en Ukraine. Elle compte 2 431 habitants en 2021.